# Wohn- und Wirtschaftsgebäude Freyerser Straße 12

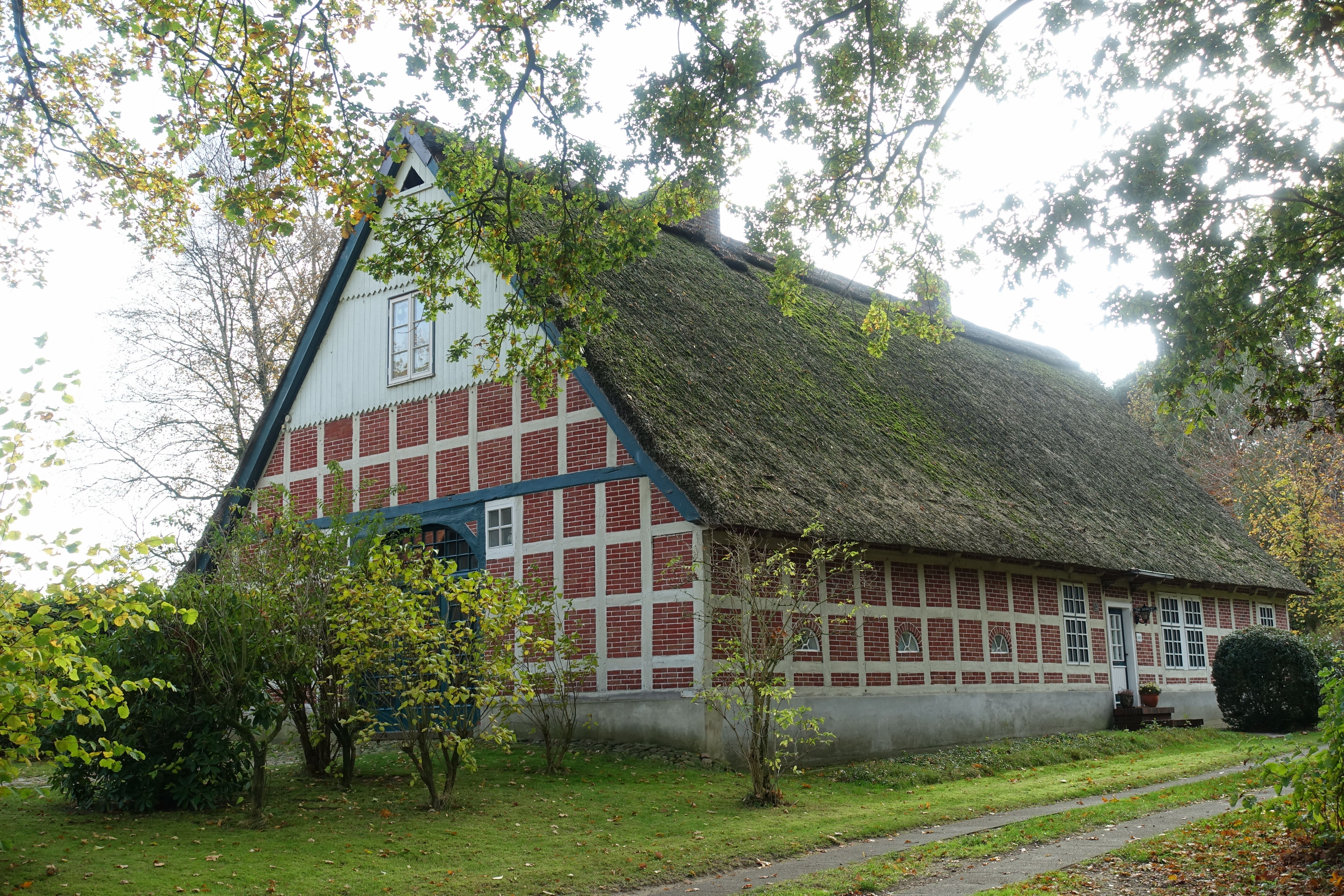
Nord- und Westfassade (2022)

Das Wohn- und Wirtschaftsgebäude Freyerser Straße 12 in der niedersächsischen Gemeinde Heeslingen, Ortsteil Freyersen, wurde am Anfang des 18. Jahrhunderts gebaut und am Anfang des 20. Jahrhunderts versetzt. Aktuell (2025) wird es zum Wohnen genutzt.
Das Gebäude steht unter Denkmalschutz (siehe auch Liste der Baudenkmale in Heeslingen).

## Geschichte und Beschreibung
Freyersen liegt zwei Kilometer südöstlich vom Kernort Heeslingen und gehört seit 1974 zur heutigen Samtgemeinde Zeven im Landkreis Rotenburg (Wümme).
Das eingeschossige giebelständige Zweiständer-Hallenhaus mit Unterrähmgefüge in gleichmäßigem Rasterfachwerk mit Steinausfachungen, reetgedecktem Satteldach, Uhlenloch, regionaltypischen senkrechten Verbretterungen in den oberen Giebeldreiecken und später verglaster Grooter Door mit Korbbogen, wurde um 1710 in Heeslingen gebaut und um 1900 hierher versetzt.
Das Landesdenkmalamt befand u. a.: „… Erhaltung am neuen Standort aufgrund der gebäudetypischen und städtebaulichen Bedeutung von prägendem Einfluss ….“